# الجيلالي الفارسي
الشيخ الجيلالي بن امحمد بن البودالي بن هني عدة فقيه ومدرس ومصلح جزائري من أعضاء جمعية العلماء المسلمين الجزائريين

## حياته
ولد الشيخ الجيلالي الفارسي يوم الخميس 14 شوال 1327هـ الموافق لـ 28 أكتوبر سنة 1909م في قرية الشرفة بأولاد فارس بولاية الشلف ، تتلمذ بادئ الأمر على يد جده من أمه الحاج بلقاسم في محضرته كما تتلمذ في نفس الوقت على كل من الشيخ عبد القادر بن عبد الرحمان والشيخ الأخضر والشيخ بوعليلي محمد بن شرقي فحفظ الشيخ الجيلالي القرآن الكريم وأتقنه ليشد الرحال بعد ذلك إلى مدينة غليزان ليأخذ دروسا في الفقه المالكي إضافة إلى بعض العلوم الأخرى، ومن المهم الإشارة إلى أن أول مشروع فكري وعمل ديني يقوم به الشيخ الجيلالي الفارسي كتابة المصحف الشريف بخط يده، وقد طلب من الشيخ الجيلالي بن طاهر كتابة الصفحة الأولى تبركاً به، فكتبها هذا الأخير تشجيعاً له وكان ذلك سنة 1929م. ثم توقف المشروع إلى حين انتهاءه من الخدمة العسكرية، وبعدها أتم رسمه وختمه في ليلة الثامن من جمادى الأولى سنة 1356هـ الموافق لـ 1933م. ولعله كان من محاسن الفترة التي قضاها الشيخ بالخدمة العسكرية أن أسندت الإدراة الفرنسية إليه التكفل بعائلة القايد طيلة فترة تجنيده، فكان عليه مرافقة أولاده إلى المدرسة ذهابا وإيابا، وهذا ما مكنه من أن يحضر دروس الشيخ أحمد بن عاشور، فاعتنق على يده الحركة الإصلاحية التحررية، وتلقى على يده المبادئ الأساسية في العلوم العربية والإسلامية، وقرأ عليه الآجرومية في القواعد، والسنوسية في التوحيد، ومتن بن عاشور في الفقه والأسلوب الحكيم لأحمد الهاشمي والعبرات للمنفلوطي في الأدب العرب. وبعد الخدمة العسكرية سافر إلى قسنطينة ليدرس هناك وقضى فيها خمس سنوات كما سافر بعدها إلى تونس ليلتحق بجامع الزيتونة.

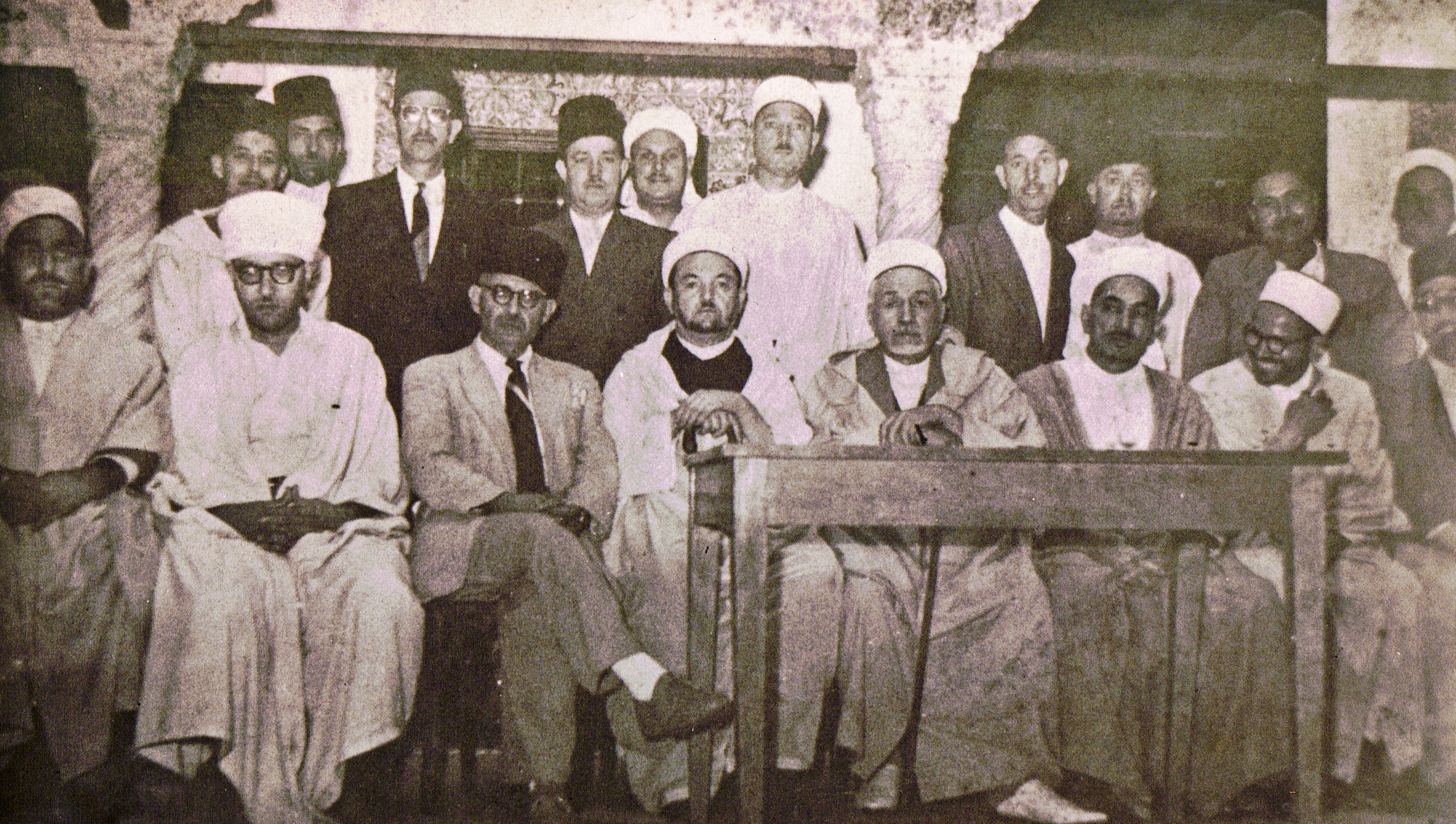
المجلس الإداري لجمعية العلماء - 1949. (الجلوس، من اليمن إلى الشمال) أحمد بوشمال، عبد اللطيف سلطاني، محمد خير الدين، محمد البشير الإبراهيمي (نائب الرئيس)، العربي التبسي، أحمد توفيق المدني، عباس بن الشيخ الحسين، نعيم النعيمي، (الوقوف من خلف) مجهول، حمزة بوكوشة، أحمد سحنون، عبد القادر المغربي، الجيلالي الفارسي، أبو بكر الأغواطي، أحمد حماني، باعزيز بن عمر، مجهول، مجهول.

## نشاطه الإصلاحي والثوري
عاد الشيخ الجيلالي الفارسي من تونس سنة 1942 م وقد كان من قبل أحد مؤسسي جمعية العلماء المسلمين الجزائريين فبهذه العضوية أخذ على عاتقه مهمة
التعليم ونشر الدعوة الإصلاحية والفكرية في ولاية الشلف فقوبل بضغط الحكومة الفرنسية حتى رفضت تأسيسه لمدرسة قرآنية كما منع من ممارسة نشاطه الدعوي التعليمي، باعتبار أن دروسه تدعو إلى الشغب وكسر الهدوء والنظام داخل المدينة. ثم عينه الشيخ البشير الإبراهيمي مديراً على المدرسة الخلدونية بمدينة الشلف، وكانت هذه المدرسة منبره لشحن الهمم وتحفيز الشباب إثر اندلاع الثورة فاتح نوفمبر 1954م للالتحاق بها وكان منهم سنة 1955م وواصل الجهاد حتى ألقي القبض عليه في فيفري 1956م ويلقى بالسجن حتى يطلق سراحه في جويلية 1958م ويوضع تحت الإقامة الجبرية حتى الاستقلال.
بعد الاستقلال عين مفتشاً جهوياً لوزارة الأوقاف في سنة 1963م كما كانت له مشاركات دولية عديد كمشاركته في مجمع البحوث الإسلامية بالجامع الأزهر الشريف سنة 1964م، وفي المؤتمر الآفرو آسيوية الإسلامي بجاكرتا بأندونيسيا سنة 1965م رفقة الأستاذ مالك بن نبي والدكتور بوعلام بن حمودة، كما أسهم في إنشاء المعهد الا سلامي الأعلى فرع الشلف عندما قرر الوزير مولود قاسم نايت بلقاسم إنشاء 22 معهدا إسلاميا عبر القطر الجزا ئري إلا أن هذا المعهد لم يدم طويلا فحوّل إلى ثانوية في عهد مصطفى الأشرف. ثم إنه تفرغ بعد ذلك إلى تدريس العلم منذ سنة 1972م بالمسجد العتيق بالشلف إلى غاية سنة 1992م.

### نماذج من شعره
- له قصيدة عن السور المدينة، تعدادها ثمانية وعشرون سورة قرآنية ذكرها مرتبة في القصيدة يقول في مطلعها:

- وقصيدة بعنوان «الإسلام الخالد» حيث يقول فيها:

## وفاته
توفي الشيخ الجيلالي الفارسي يوم الأحد 16 محرم 1415هـ الموافق لـ 26 جوان 1994م عن عمر يناهز 86 سنة، وشيعت جنازته في جمع غفير في قرية الشرفة.

### شهادات حوله
- قال عنه الشيخ أحمد حماني:«كان الفقيد -رحمه الله- كثير التحصيل العلمي في المعقولات والمنقولات فقيها في دينه فصيحا في لسانه قويا في أخلاقه شجاعا لا يهاب إلا الله»
- وقال عنه الشيخ عبد الرحمان شيبان أثناء حضوره الملتقى الإصلاحي لجمعية العلماء المسلمين الجزائريين، الجيلالي الفارسي نموذجا الذي نظمته شعبة بلدية الشلف يومي 25 و 26 جوان 2008م قال: «أنه ما كان فيلسوفا ولاشاعرا ولا عاشقا ولكنه كان وريثا من ورثة الأنبياء ممن لا يرون الحياة إلا جهادا وانتصارا بدليل أن مر ضه وكفه لم يقعداه عن مواصلة نشاطه الدعوي والإصلاحي».